# Dylan Cash
Pour les articles homonymes, voir Cash.
Dylan Cash est un acteur américain né le 30 novembre 1994 à Los Angeles, Californie.

## Filmographie
- 2001 : All You Need : Dylan Rempley
- 2002 : Apple Valley Knights (série TV) : Wyatt
- 2003 : Méchant Père Noël (Bad Santa) : Kid on Bike
- 2004 : Le Pôle express (The Polar Express) : Boy on Train (voix)
- 2004 : Fat Albert : Emmitt
- 2004 : The Cat That Looked at a King (vidéo) : Boy
- 2006 : Shark Bait : Young Percy (voix)
- 2009 : Super Kid : Chaz